# Turrican
Turrican est un jeu vidéo d'action développé par Rainbow Arts et Factor 5 et sorti en 1990 sur Commodore 64, Amiga, Atari ST, Amstrad CPC et ZX Spectrum. Le jeu a été porté sur micro-ordinateurs 8 bits puis sur consoles. Imaginé par Manfred Trenz, le concept du jeu est un mélange de plate-forme et de jeu de tir avec de vastes niveaux de jeu à explorer.
Le jeu a donné suite à Turrican II: The Final Fight (1991) et trois autres épisodes suivront ensuite.

## Le jeu

### Histoire
La colonie perdue d'Alterra est un monde entièrement créé par l'homme, abandonné il y a longtemps dans une galaxie voisine. Alterra est en fait cinq colonies en une. Chaque habitat autonome a été bio-conçu séparément par un puissant réseau de génération d'écosystème connu sous le nom de lien d'unité d'organismes multiples. MORGUL, pour faire court. Les premiers colons ont utilisé MORGUL pour rendre Alterra habitable. Mais un tremblement de terre cataclysmique a coupé toutes les fonctions d'interface du système et MORGUL s'est rebellé de manière meurtrière. Les quelques colons qui ont eu la chance de s'échapper ont raconté une sombre histoire d'une intelligence supérieure devenue folle furieuse.
Pendant des générations, l'humanité a cherché un retour à Alterra. Enfin, la science génétique a créé un sauveur: Turrican, un guerrier mutant, bio-conçu pour la tâche de régénération planétaire. Dans l'intervalle, MORGUL a diligemment dilué les formes de vie d'Alterran à ses fins brutales et destructrices. Ainsi, les défis de Turrican consistent à éliminer les organismes hostiles des cinq mondes à plusieurs niveaux d'Alterra et, enfin, à détruire les trois faces de MORGUL.

### Développement
Le concept de Turrican a été imaginé par Manfred Trenz, un graphiste, programmeur et game designer entré chez Rainbow Arts en 1987. Il a développé l'idée de jeu en 1989, influencé par le jeu d'arcade Psycho-Nics Oscar (en) (1988) de Data East, ainsi que par Metroid (1986) et Super Mario Bros (1985) de Nintendo.
Le développement, qui a duré 13 mois au total, a été réalisé en parallèle sur Commodore 64, un micro-ordinateur alors encore très populaire en Allemagne, et l'Amiga 500, son successeur dans la gamme Commodore. Les graphismes ont été conçus par Manfred Trenz, qui a également codé la version C64. Factor 5, un studio proche de Rainbow Arts, a été associé au développement des versions 16 bits, notamment le producteur Julian Eggebretch et le programmeur principal, Holger Schmidt.

### Système de jeu
Le joueur dirige un soldat du futur à l'arsenal varié dans 13 niveaux répartis sur cinq mondes. Il doit explorer les lieux pour en retrouver la sortie et se défaire des multiples ennemis et pièges qui les peuplent. La progression est régulièrement sanctionnée par des boss.

#### Un arsenal complet
Engoncée dans une combinaison de guerre futuriste, le héros dispose d'un armement varié et améliorable dont l'atout maître est le light beam, un rayon plasma multidirectionnel. Celui-ci se déclenche en laissant la touche tir enfoncée. Orientable à 360°, le light beam permet de viser précisément les ennemis et sa portée peut être augmentée jusqu'à atteindre la largeur de l'écran. En contrepartie, le personnage est contraint à l'immobilité quand il l'utilise.
L'armement de base — tir multiple, tir laser et light beam — comprend 3 degrés de perfectionnement. Le système d'amélioration est basé sur des power-ups. Les items sont parfois lâchés par les ennemis tués, mais on les trouve surtout dans des briques invisibles à dénicher et dans des modules volants à détruire. Les armes secondaires comprennent les lignes d'énergie, les mines et les grenades. Des items permettent de remettre la jauge de vie au maximum ou d'obtenir une invulnérabilité temporaire.
L'autre caractéristique notable du personnage est sa capacité à se transformer en « gyroscope », soit une forme circulaire à la taille réduite. Le mode gyroscope permet de s'introduire dans les passages étroits du décor mais il constitue également une arme d'attaque et de défense efficace (le personnage devient invincible). Cependant, il est soumis aux lois de la physique (le joueur ne contrôle que la direction gauche/droite) et ne peut être utilisée que trois fois par vie.

#### Level design
Turrican propose des aires de jeu gigantesques, qui se déploient sur des dizaines d'écrans en largeur et en hauteur via un scrolling multidirectionnel lisse. Le jeu comprend au total 1 200 écrans, soit deux fois plus que la plupart des jeux micros de l'époque. Cette donnée est moins un exploit technique — les graphismes étant peu variés — que révélatrice d'une certaine philosophie de game design.
À ciel ouvert ou constitués de cavernes labyrinthiques, les niveaux comprennent de nombreuses séances de plates-formes dont le personnage, très maniable, peut s'affranchir avec aisance. La souplesse de la maniabilité — les sauts peuvent être ajustés très précisément — est parfois comparée aux productions Nintendo.
Le level design comprend une dose de fantaisie qui attise la curiosité : décors alambiqués, séquences de sauts à rallonge, environnements destructibles, murs « qui n'en sont pas », boss facultatif, etc. Les environnements recèlent des passages secrets qui débouchent sur des vies supplémentaires (parfois à foison), des briques de power-ups ou des joyaux (qui rapportent des points). La sortie des niveaux peut généralement être atteinte rapidement mais la difficulté croissante du jeu incite au contraire à explorer les lieux en quête de vies ou de continue supplémentaires (ramasser 300 diamants ajoute un continue).

### Musique
La musique du jeu, réalisée par Chris Hülsbeck, est un aspect marquant de la réalisation. Le compositeur allemand fut un pionnier dans l'exploitation des capacités sonores de l'Amiga et sa popularité doit beaucoup à son implication dans la série Turrican. Pour cet épisode, il a composé une quinzaine de musiques, tantôt rythmées, tantôt plus contemplatives. Dans le 4e monde, dont l'esthétique est inspiré des films Alien, il parvient à créer une ambiance oppressante en usant seulement de bruitages de fond.
Certaines musiques du jeu sont proposées, dans des versions réarrangées, dans l'album Turrican - The Original Soundtrack. Toutes les musiques de la série ont été arrangées dans la compilation Turrican Soundtrack Anthology, divisée en quatre volumes. Cette compilation a été très bien accueillie par les fans et a été le projet le plus populaire de musique électronica sur Kickstarter, ramassant un peu plus de 175 000 $.

## Exploitation

### Commercialisation
Turrican est sorti au printemps 1990 sur Commodore 64 puis Amiga. Les versions Amstrad CPC et ZX Spectrum, développées par Probe Software, ont été commercialisées à la rentrée 1990 et la version Atari ST, programmée par une seconde équipe chez Factor 5, est arrivée à la fin de l'année.
L'éditeur Accolade a acquis les droits d'adaptation du jeu sur console. Le jeu fut porté en 1991 sur Mega Drive, PC Engine et Game Boy par The Code Monkey.

### Accueil
Turrican fut un succès populaire et critique et le développement d'un nouvel épisode, Turrican II: The Final Fight, fut rapidement engagée.
- Revue de presse

CU Amiga 91 % • C+VG 94 % • Joystick 98 % • Gen4 87 % • Tilt 16/20 • Zzap! 97 %
- Récompenses

Tilt d'Or Canal+ 1990 du « meilleur jeu d'action »

4 d'Or Fnac Génération 4 1990 du « meilleur shoot them up »

## Équipe de développement
- Concept & game design : Manfred Trenz

Commodore 64
- Graphisme, programmation : Manfred Trenz
- Effets sonores : Adam Bulka
- Musique : Ramiro Vaca
- Producteur : Marc A. Ullrich

Amiga
- Graphisme : Manfred Trenz
- Programmation : Holger Schmidt
- Musique et effets sonores : Chris Hülsbeck
- Producteur : Julian Eggebrecht
- Directeur du management : Marc A. Ullrich
- Programmation additionnel : Manfred Trenz, Achim Moller
- Graphisme additionnel : Sebastian Dosch, Andreas Escher

Atari ST
- Adaptation graphisme : Sven Meier
- Adapt. programmation : Thomas Engel
- Adapt. musique et effets sonores : Jochen Hippel (en)

L'illustration de la jaquette des versions micros a été réalisée par l'artiste turque Celal Kandemiroglu.